# Siv Norre
Siv Karin Gertrud Norre, gift Lindström, född 24 oktober 1922 i Oslo, död 26 maj 2017 i Ängelholm, var en svensk inredningsarkitekt. 
Lindström, som var dotter till disponent Harald Norre och Hildegard Lundberg, avlade studentexamen i Uppsala 1943 och utexaminerades från Högre Konstindustriella Skolan 1948. Hon var anställd av Sven Staafs möbelaffär 1955, bosättningskonsulent vid Svenska Slöjdföreningen 1956–1957 och därefter frilansande inredningsarkitekt. Hon skrev artiklar i dags- och fackpress med signaturen Essenelle.
Norre ingick 1947 äktenskap med Bert Lindström (skilsmässa 1971).